# Stadio Benito Stirpe
Das Stadio Benito Stirpe (auch bekannt als Stadio Casaleno, durch Sponsoringvertrag offiziell PSC Arena) ist ein Fußballstadion in der italienischen Stadt Frosinone, Region Latium. Es ist seit Oktober 2017 die Spielstätte des Fußballvereins Frosinone Calcio.

## Geschichte
Das Stadion wurde der Mitte der 1970er Jahre geplant und in der zweiten Hälfte der 1980er Jahre erbaut, der Bau blieb jedoch für über 30 Jahre unbeendet. Die Fertigstellung zwischen 2015 und 2017 wurde vom größten lokalen Fußballklub Frosinone Calcio initiiert, welcher von der Stadt die Rechte des Stadions für 45 Jahre bis 2061 übernahm, um das alte Stadio Comunale Matusa von 1932 zu ersetzen.
Am 28. September 2017 wurde das Fußballstadion eingeweiht. Die Premiere fand am 2. Oktober 2017 zwischen Frosinone Calcio und US Cremonese statt. Das Spiel endete vor 13.001 Zuschauern mit einem torlosen Unentschieden.
Seit dem 18. Januar 2022 trägt die Anlage den Namen PSC Arena. Dies ist das Ergebnis einer Partnerschaft zwischen Prima Sole Components S.p.A. und Frosinone Calcio.

## Tribünen
Mit einer Kapazität von 16.227 Plätzen ist es das größte Stadion in der Provinz Frosinone und das drittgrößte in Latium.
- Haupttribüne: 3.808 Plätze, West
- Gegentribüne: 4.517 Plätze, Ost
- Hintertortribüne: 3.920 Plätze, Nord
- Hintertortribüne: 2.845 Plätze, Süd
- Gästeblock: 1.035 Plätze, Südwestecke

## Galerie

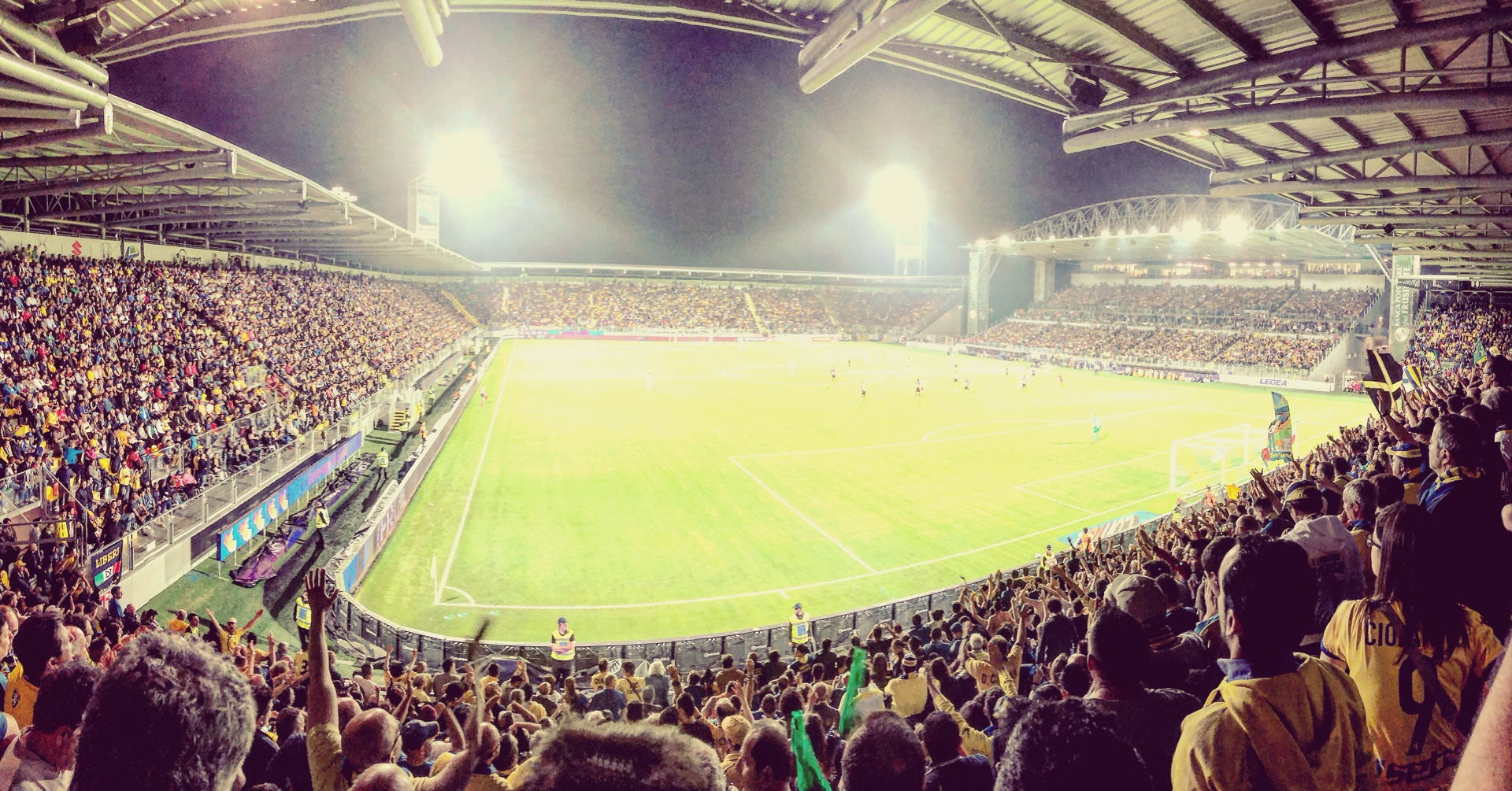
Das Stadion
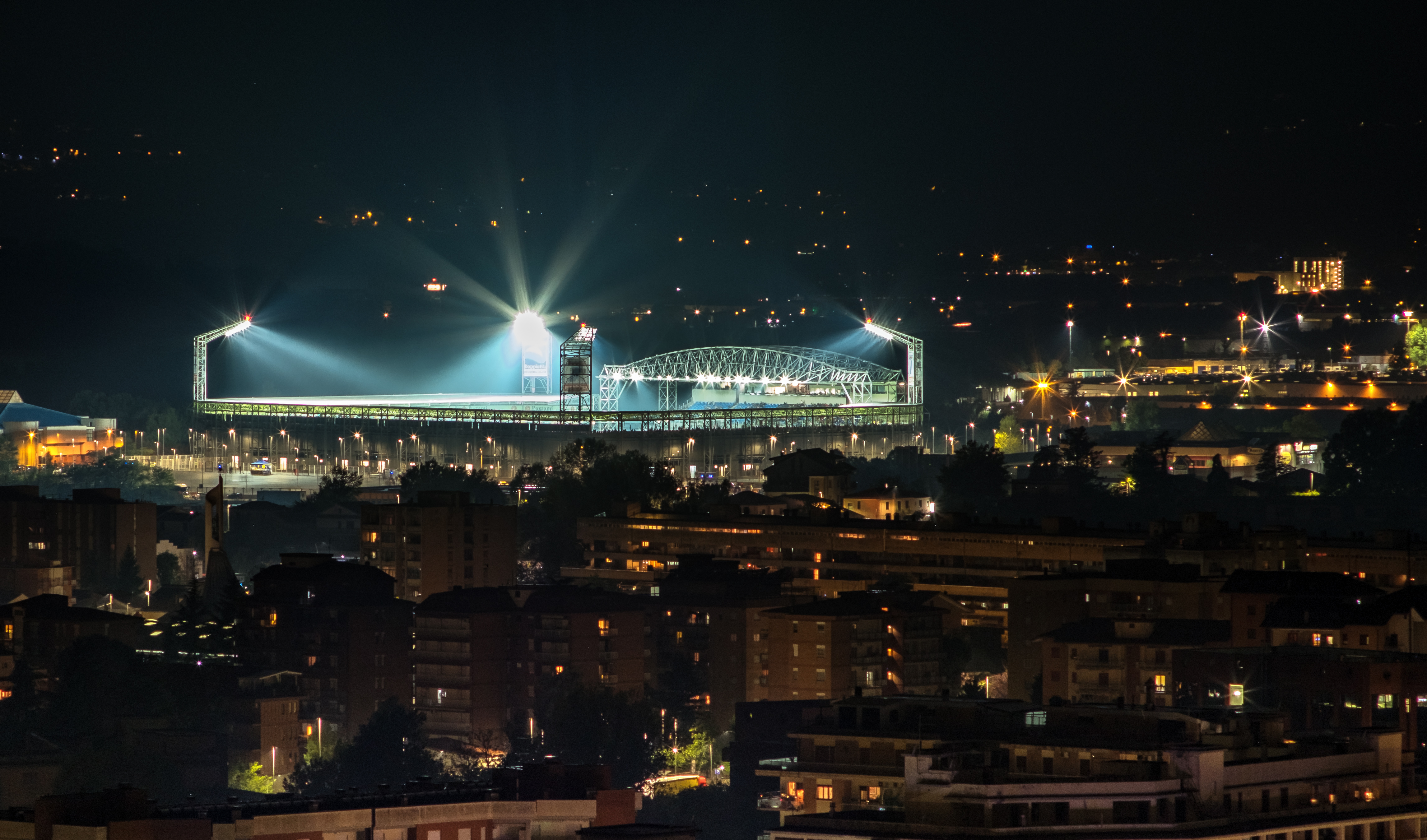
Das Stadion
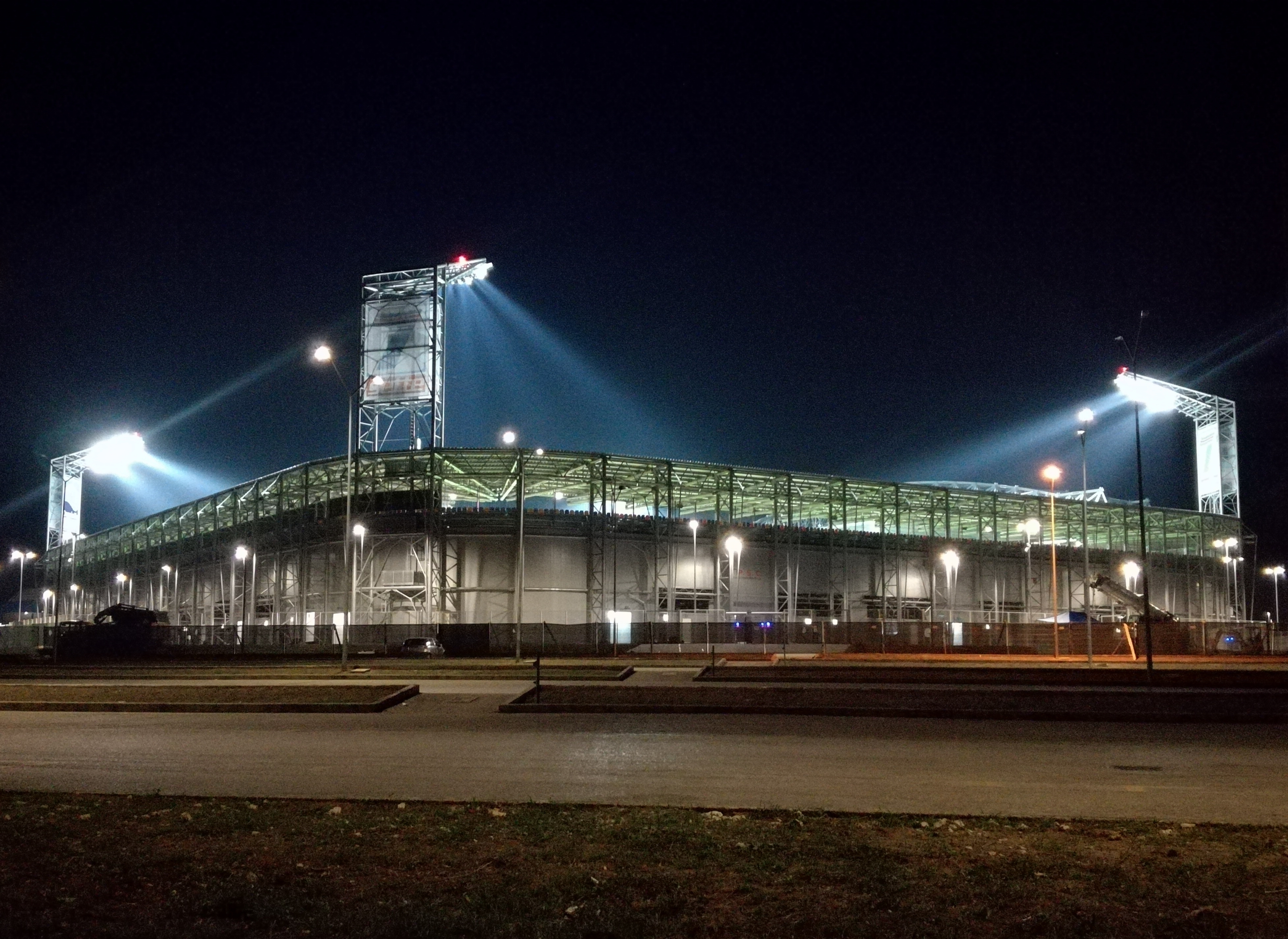
Das Stadion
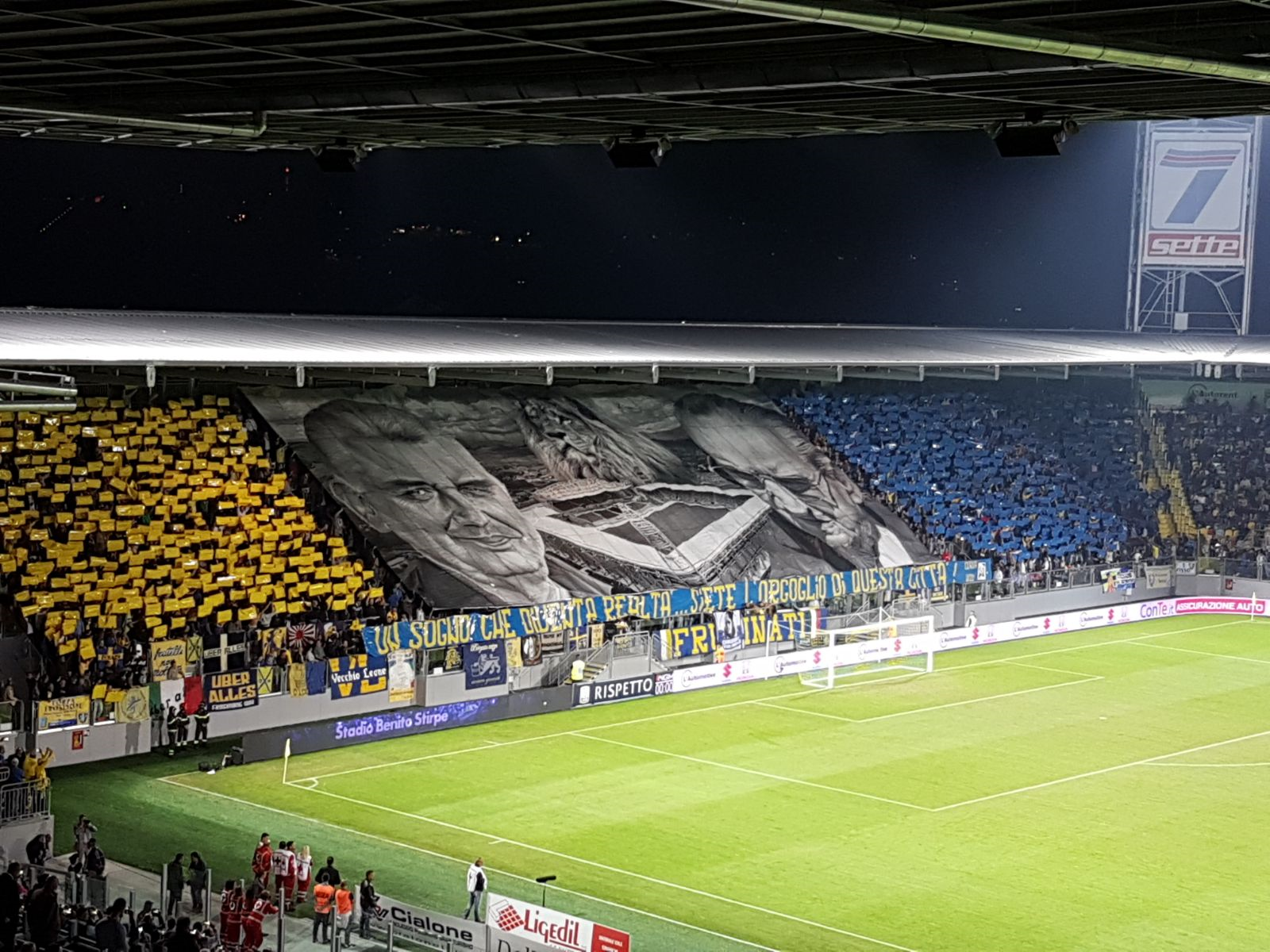
Nordkurve (Oktober 2017)
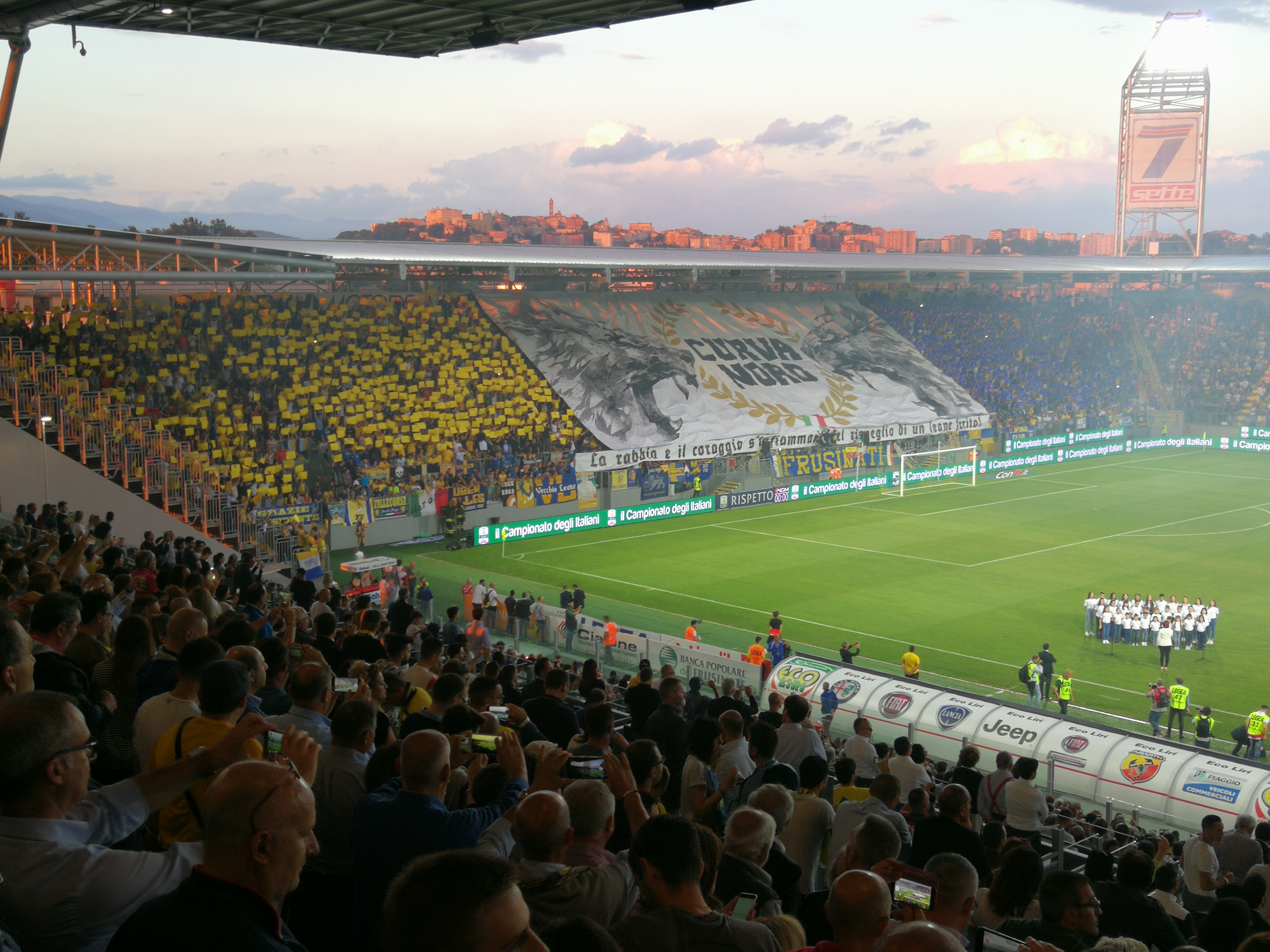
Nordkurve (Juni 2018)
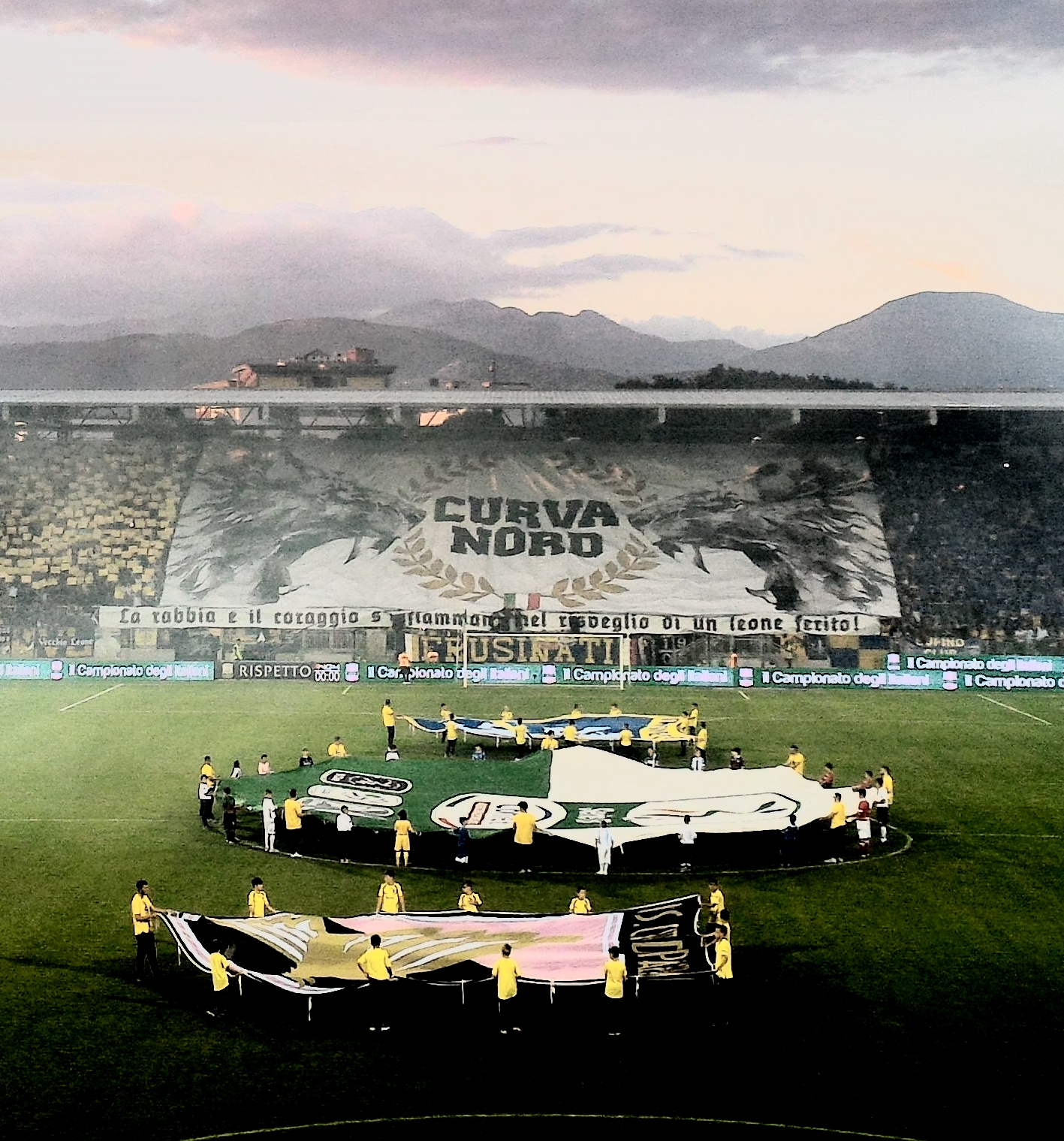
Nordkurve (Juni 2018)
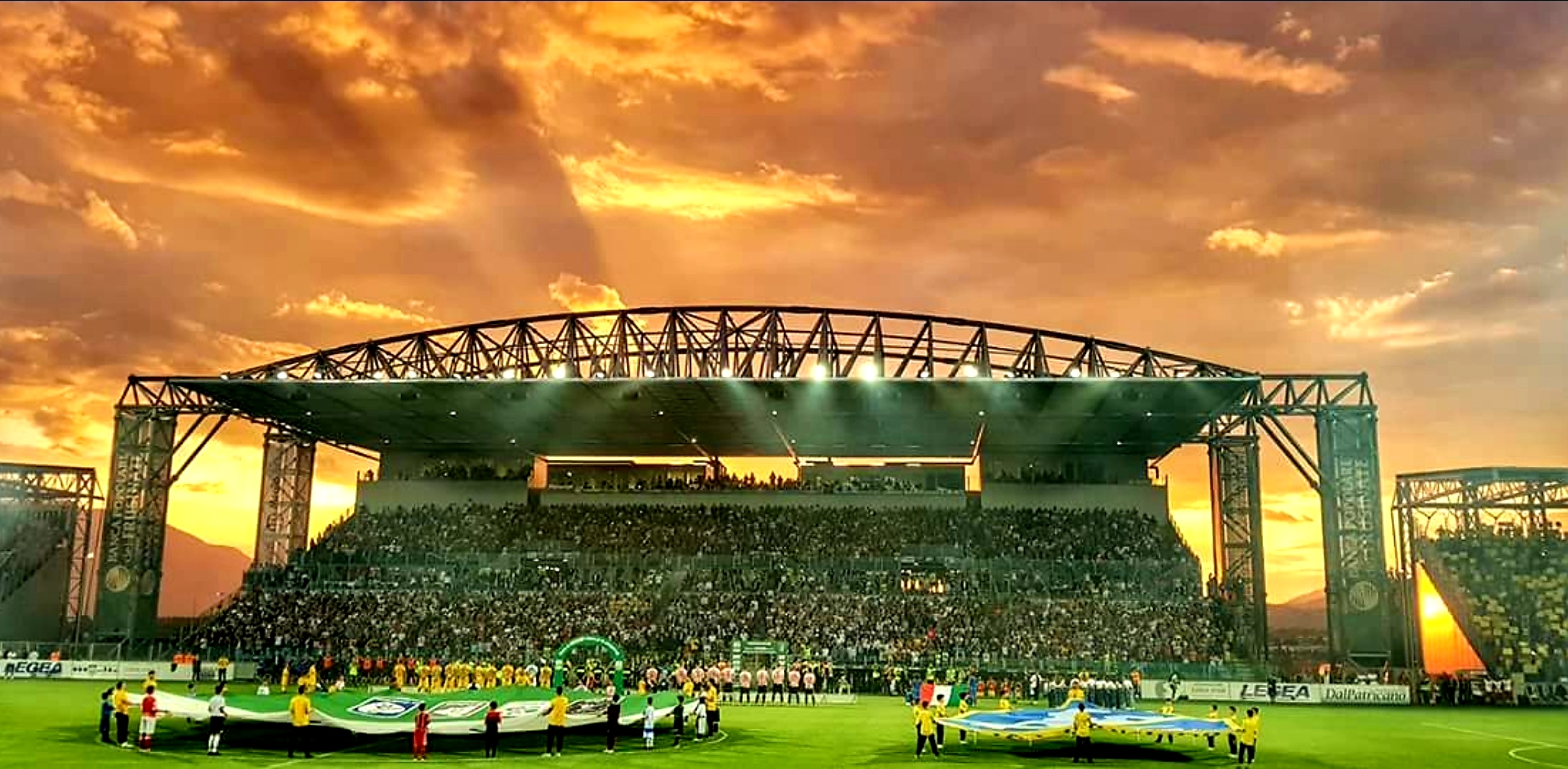
Haupttribüne (Juni 2018)
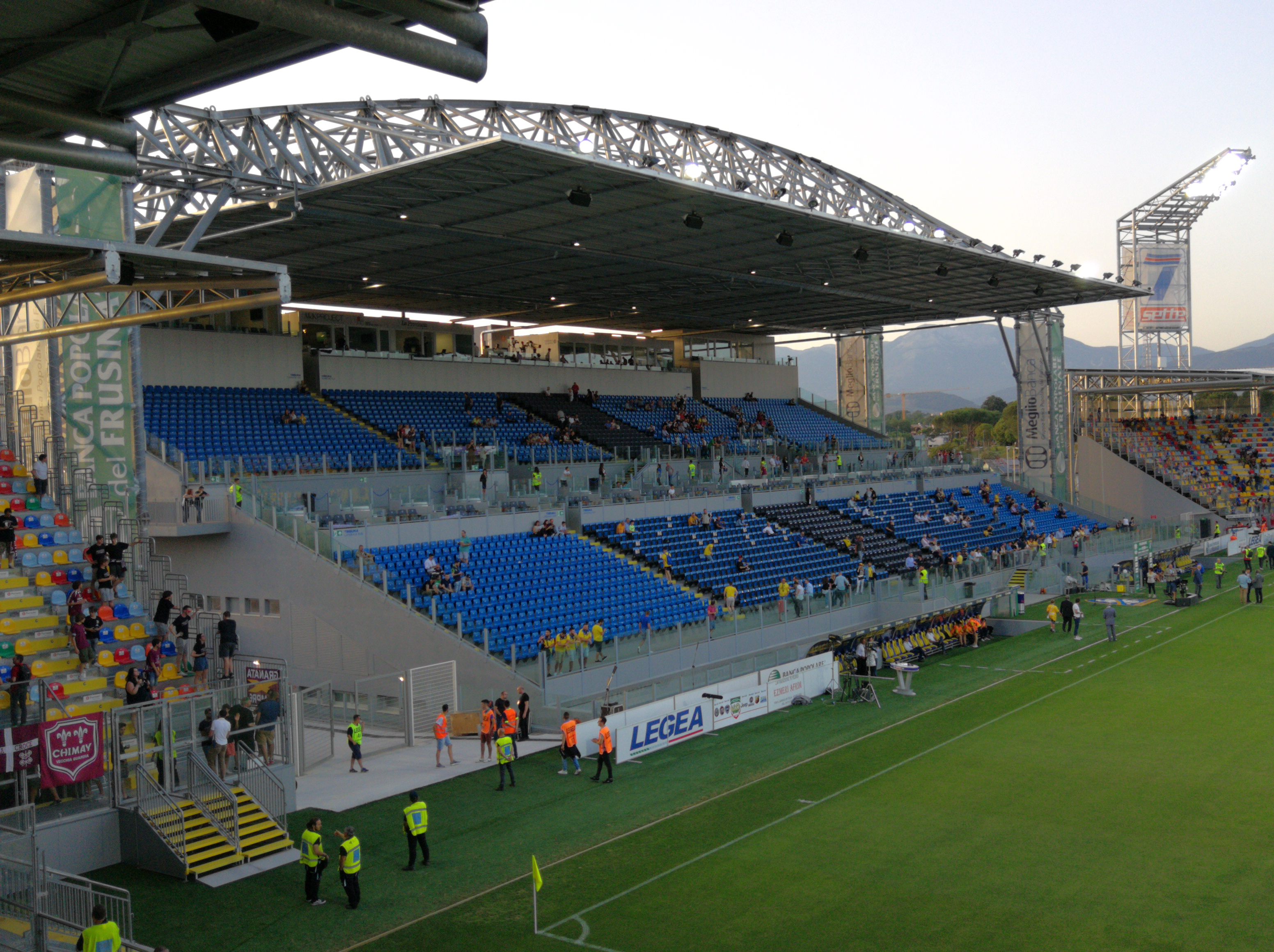
Haupttribüne (Juni 2018)
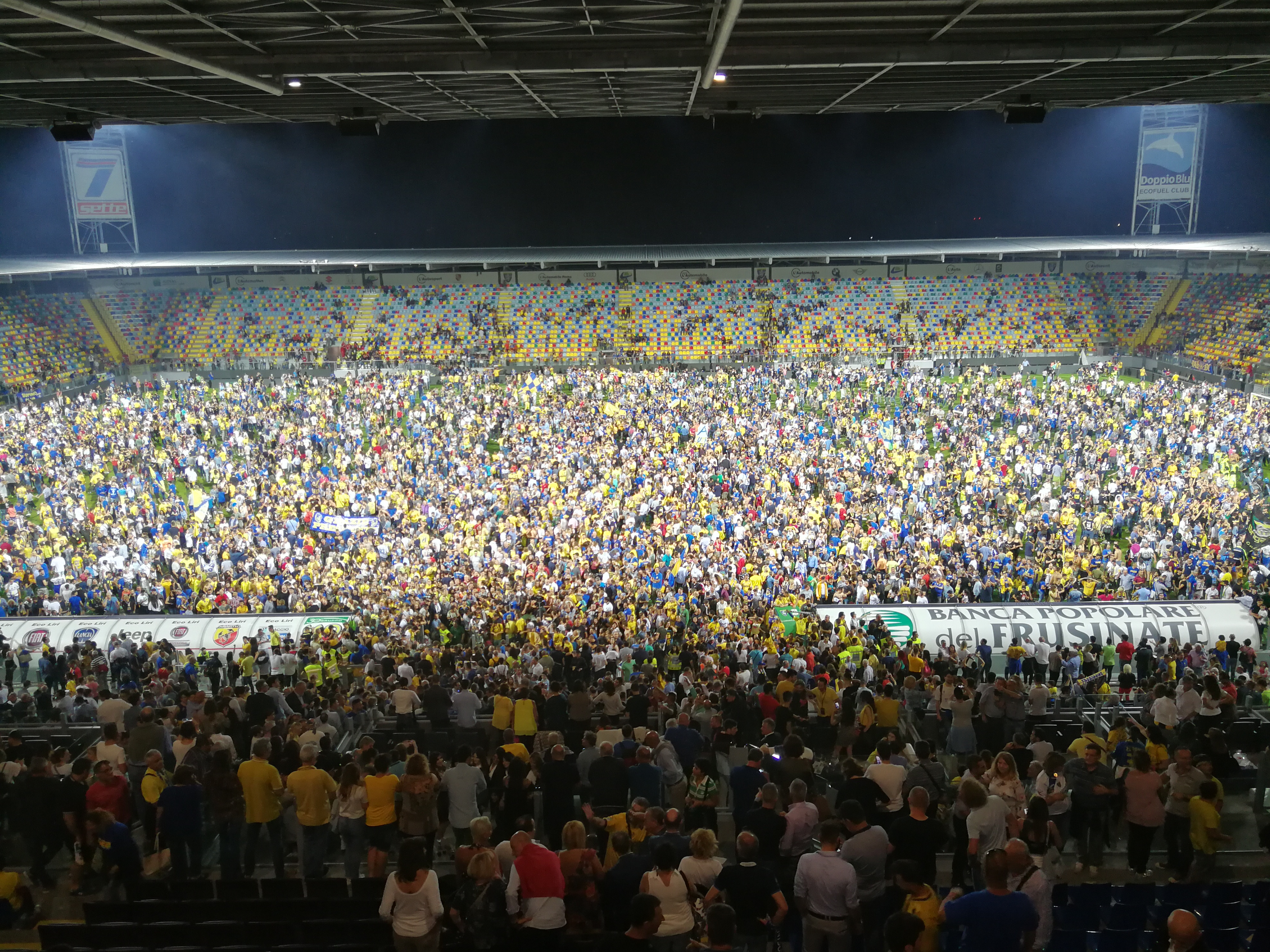
Fans von Frosinone Calcio feiern auf dem Spielfeld den Aufstieg in die Serie A 2018
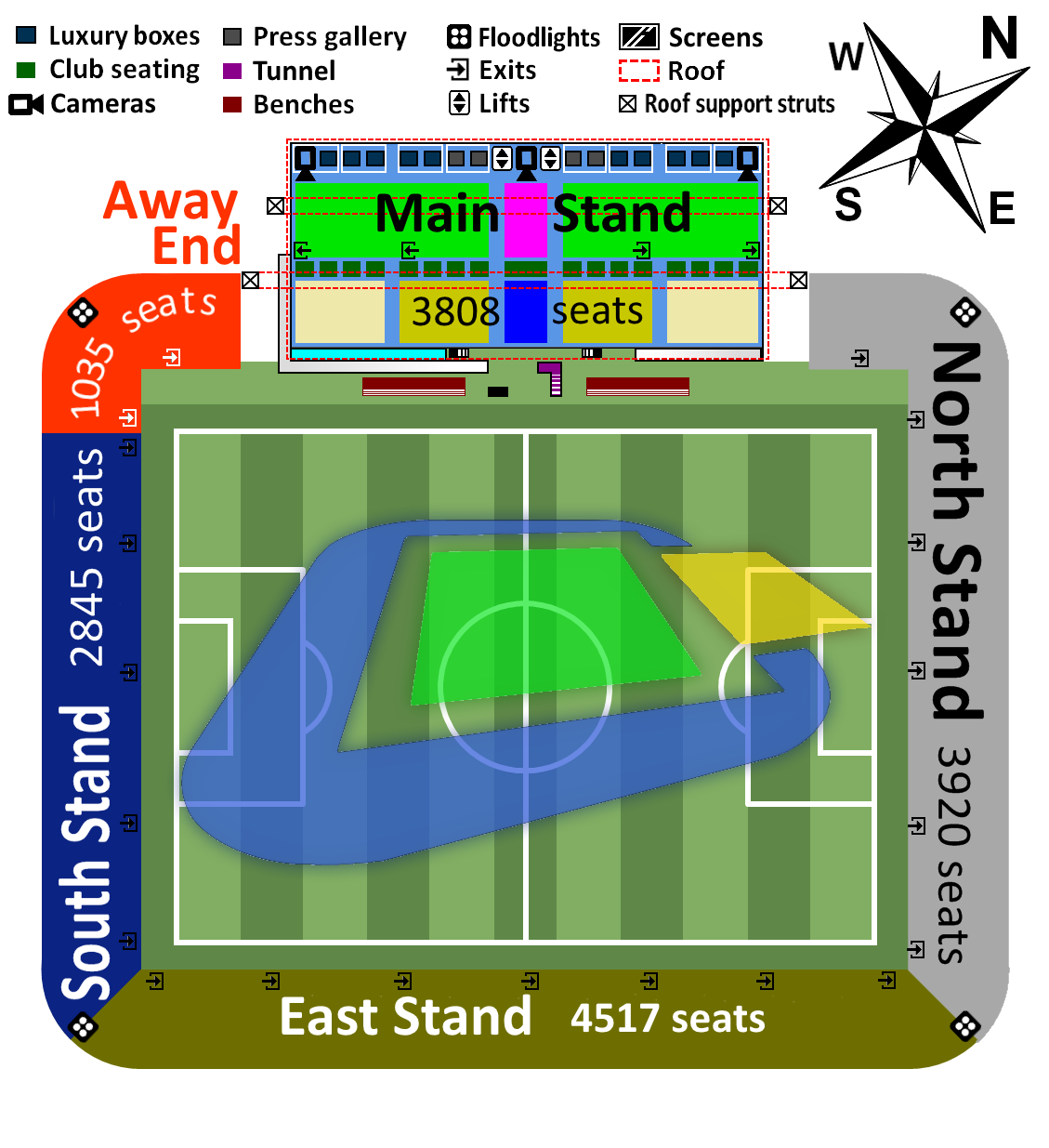
Plan des Stadions mit Tribünennamen und Kapazitäten
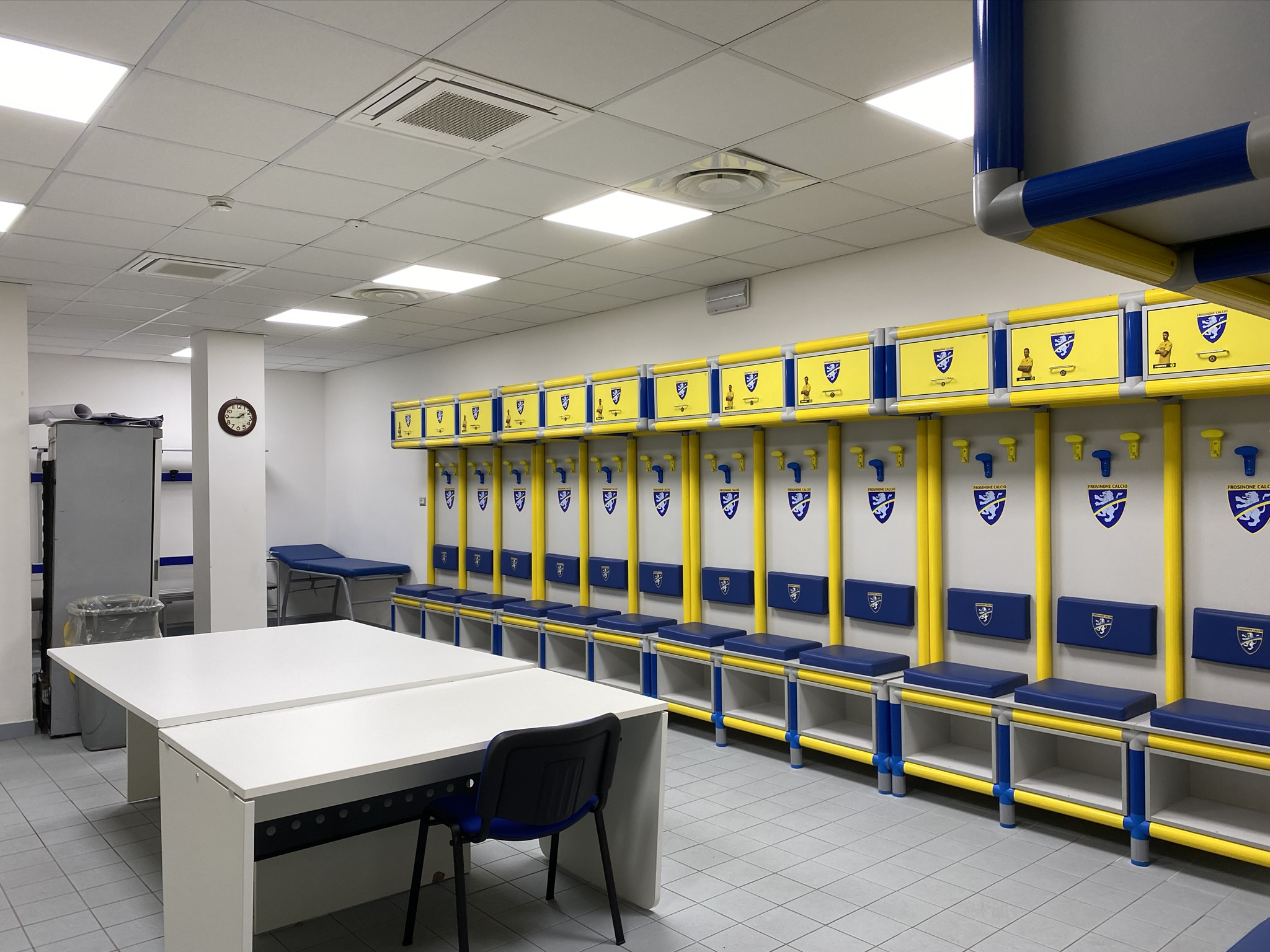
Die Garderobe des Stadions (2020)